# Mexico op de Olympische Spelen
Mexico is een van de landen die deelneemt aan de Olympische Spelen. Mexico debuteerde op de Zomerspelen van 1900. Achtentwintig jaar later, in 1928, kwam het voor het eerst uit op de Winterspelen en dat 56 jaar later zijn vervolg kreeg op de Winterspelen van 1984.
Parijs 2024 was voor Mexico de 25e deelname aan de Zomerspelen, in 2022 werd voor de tiende keer deelgenomen aan de Winterspelen. Er werden in totaal 77 medailles gewonnen, alle op de Zomerspelen.

## Medailles en deelnames
De tabel geeft een overzicht van de jaren waarin werd deelgenomen, het aantal gewonnen medailles en de eventuele plaats in het medailleklassement.

### Overzicht
| Zomerspelen | Zomerspelen | Zomerspelen | Zomerspelen | Zomerspelen | Zomerspelen |        | Winterspelen | Winterspelen | Winterspelen | Winterspelen | Winterspelen | Winterspelen |
| Jaar        | Goud        | Zilver      | Brons       | Totaal      | Rang        | Jaar   | Goud         | Zilver       | Brons        | Totaal       | Rang         |              |
| 1900        | 0           | 0           | 1           | 1           | 20          |        |              |              |              |              |              |              |
| 1904        | -           | -           | -           | -           | -           |        |              |              |              |              |              |              |
| 1908        | -           | -           | -           | -           | -           |        |              |              |              |              |              |              |
| 1912        | -           | -           | -           | -           | -           |        |              |              |              |              |              |              |
| 1920        | -           | -           | -           | -           | -           |        |              |              |              |              |              |              |
| 1924        | 0           | 0           | 0           | 0           | -           | 1924   | -            | -            | -            | -            | -            |              |
| 1928        | 0           | 0           | 0           | 0           | -           | 1928   | 0            | 0            | 0            | 0            | -            |              |
| 1932        | 0           | 2           | 0           | 2           | 21          | 1932   | -            | -            | -            | -            | -            |              |
| 1936        | 0           | 0           | 3           | 3           | 28          | 1936   | -            | -            | -            | -            | -            |              |
| 1948        | 2           | 1           | 2           | 5           | 17          | 1948   | -            | -            | -            | -            | -            |              |
| 1952        | 0           | 1           | 0           | 1           | 34          | 1952   | -            | -            | -            | -            | -            |              |
| 1956        | 1           | 0           | 1           | 2           | 23          | 1956   | -            | -            | -            | -            | -            |              |
| 1960        | 0           | 0           | 1           | 1           | 41          | 1960   | -            | -            | -            | -            | -            |              |
| 1964        | 0           | 0           | 1           | 1           | 35          | 1964   | -            | -            | -            | -            | -            |              |
| 1968        | 3           | 3           | 3           | 9           | 15          | 1968   | -            | -            | -            | -            | -            |              |
| 1972        | 0           | 1           | 0           | 1           | 33          | 1972   | -            | -            | -            | -            | -            |              |
| 1976        | 1           | 0           | 1           | 2           | 25          | 1976   | -            | -            | -            | -            | -            |              |
| 1980        | 0           | 1           | 3           | 4           | 29          | 1980   | -            | -            | -            | -            | -            |              |
| 1984        | 2           | 3           | 1           | 6           | 17          | 1984   | 0            | 0            | 0            | 0            | -            |              |
| 1988        | 0           | 0           | 2           | 2           | 44          | 1988   | 0            | 0            | 0            | 0            | -            |              |
| 1992        | 0           | 1           | 0           | 1           | 49          | 1992   | 0            | 0            | 0            | 0            | -            |              |
| 1996        | 0           | 0           | 1           | 1           | 71          | 1994   | 0            | 0            | 0            | 0            | -            |              |
| 2000        | 1           | 2           | 3           | 6           | 40          | 1998   | -            | -            | -            | -            | -            |              |
| 2004        | 0           | 3           | 1           | 4           | 59          | 2002   | 0            | 0            | 0            | 0            | -            |              |
| 2008        | 2           | 0           | 1           | 3           | 36          | 2006   | -            | -            | -            | -            | -            |              |
| 2012        | 1           | 3           | 4           | 8           | 39          | 2010   | 0            | 0            | 0            | 0            | -            |              |
| 2016        | 0           | 3           | 2           | 5           | 61          | 2014   | 0            | 0            | 0            | 0            | -            |              |
| 2020        | 0           | 0           | 4           | 4           | 84          | 2018   | 0            | 0            | 0            | 0            | -            |              |
| 2024        | 0           | 3           | 2           | 5           | 65          | 2022   | 0            | 0            | 0            | 0            | -            |              |
| Totaal      | 13          | 27          | 37          | 77          |             | Totaal | 0            | 0            | 0            | 0            |              |              |
| Tot. Z+W    | 13          | 27          | 37          | 77          |             |        |              |              |              |              |              |              |

Afghanistan · Albanië · Algerije · Amerikaans-Samoa · Amerikaanse Maagdeneilanden · Andorra · Angola · Antigua en Barbuda · Argentinië · Armenië · Aruba · Australië · Azerbeidzjan · Bahama's · Bahrein · Bangladesh · Barbados · België · Belize · Benin · Bermuda · Bhutan · Bolivia · Bosnië en Herzegovina · Botswana · Brazilië · Britse Maagdeneilanden · Brunei · Bulgarije · Burkina Faso · Burundi · Cambodja · Canada · Centraal-Afrikaanse Republiek · Chili · China · Chinees Taipei · Colombia · Comoren · Congo-Brazzaville · Congo-Kinshasa · Cookeilanden · Costa Rica · Cuba · Cyprus · Denemarken · Djibouti · Dominica · Dominicaanse Republiek · Duitsland · Ecuador · Egypte · El Salvador · Equatoriaal-Guinea · Eritrea · Estland · Ethiopië · Fiji · Filipijnen · Finland · Frankrijk · Gabon · Gambia · Georgië · Ghana · Grenada · Griekenland · Groot-Brittannië · Guam · Guatemala · Guinee · Guinee-Bissau · Guyana · Haïti · Honduras · Hongarije · Hongkong · Ierland · IJsland · India · Indonesië · Irak · Iran · Israël · Italië · Ivoorkust · Jamaica · Japan · Jemen · Jordanië · Kaaimaneilanden · Kaapverdië · Kameroen · Kazachstan · Kenia · Kirgizië · Kiribati · Koeweit · Kosovo · Kroatië · Laos · Lesotho · Letland · Libanon · Liberia · Libië · Liechtenstein · Litouwen · Luxemburg · Madagaskar · Malawi · Malediven · Maleisië · Mali · Malta · Marokko · Marshalleilanden · Mauritanië · Mauritius · Mexico · Micronesië · Moldavië · Monaco · Mongolië · Montenegro · Mozambique · Myanmar · Namibië · Nauru · Nederland · Nepal · Nicaragua · Nieuw-Zeeland · Niger · Nigeria · Noord-Korea · Noord-Macedonië · Noorwegen · Oeganda · Oekraïne · Oezbekistan · Oman · Oost-Timor · Oostenrijk · Pakistan · Palau · Palestina · Panama · Papoea-Nieuw-Guinea · Paraguay · Peru · Polen · Portugal · Puerto Rico · Qatar · Roemenië · Rusland · Rwanda · Saint Kitts en Nevis · Saint Lucia · Saint Vincent en de Grenadines · Salomonseilanden · Samoa · San Marino · Saoedi-Arabië · Sao Tomé en Principe · Senegal · Servië · Seychellen · Sierra Leone · Singapore · Slovenië · Slowakije · Somalië · Spanje · Sri Lanka · Soedan · Suriname · Swaziland · Syrië · Tadzjikistan · Tanzania · Thailand · Togo · Tonga · Trinidad en Tobago · Tsjaad · Tsjechië · Tunesië · Turkije · Turkmenistan · Tuvalu · Uruguay · Vanuatu · Venezuela · Verenigde Arabische Emiraten · Verenigde Staten · Vietnam · Wit-Rusland · Zambia · Zimbabwe · Zuid-Afrika · Zuid-Korea · Zuid-Soedan · Zweden · Zwitserland
Historische landen: Bohemen · Bondsrepubliek Duitsland · Brits-Indië · Duitse Democratische Republiek · Joegoslavië · Malaya · Nederlandse Antillen · Noord-Borneo · Noord-Jemen · Saarland · Servië en Montenegro · Sovjet-Unie · Tsjecho-Slowakije · West-Indische Federatie · Zuid-Jemen
Bijzondere deelnames: Onafhankelijke olympische atleten · Vluchtelingenteam 
 Australazië · Duits Eenheidsteam · Gemengd team · Gezamenlijk Team